# Власова, Наталия Валериевна
Наталия Валериевна Власова (род. 27 сентября 1978, Ленинград) — российская певица, актриса, музыкант, композитор, автор и исполнительница собственных песен. Обладатель премии «Золотой граммофон» (1999), лауреат премии RU TV.

## Биография

### Ранние годы
Наталия Власова родилась 27 сентября 1978 года в Ленинграде. Через 5 лет семья переехала в город Приморск, где Наталия поступила в детскую музыкальную школу по классу фортепиано. С тех пор учиться музыке не переставала. Вскоре, вернувшись обратно в Ленинград, в 1986 году продолжила учиться игре на фортепиано в городской музыкальной школе № 3.

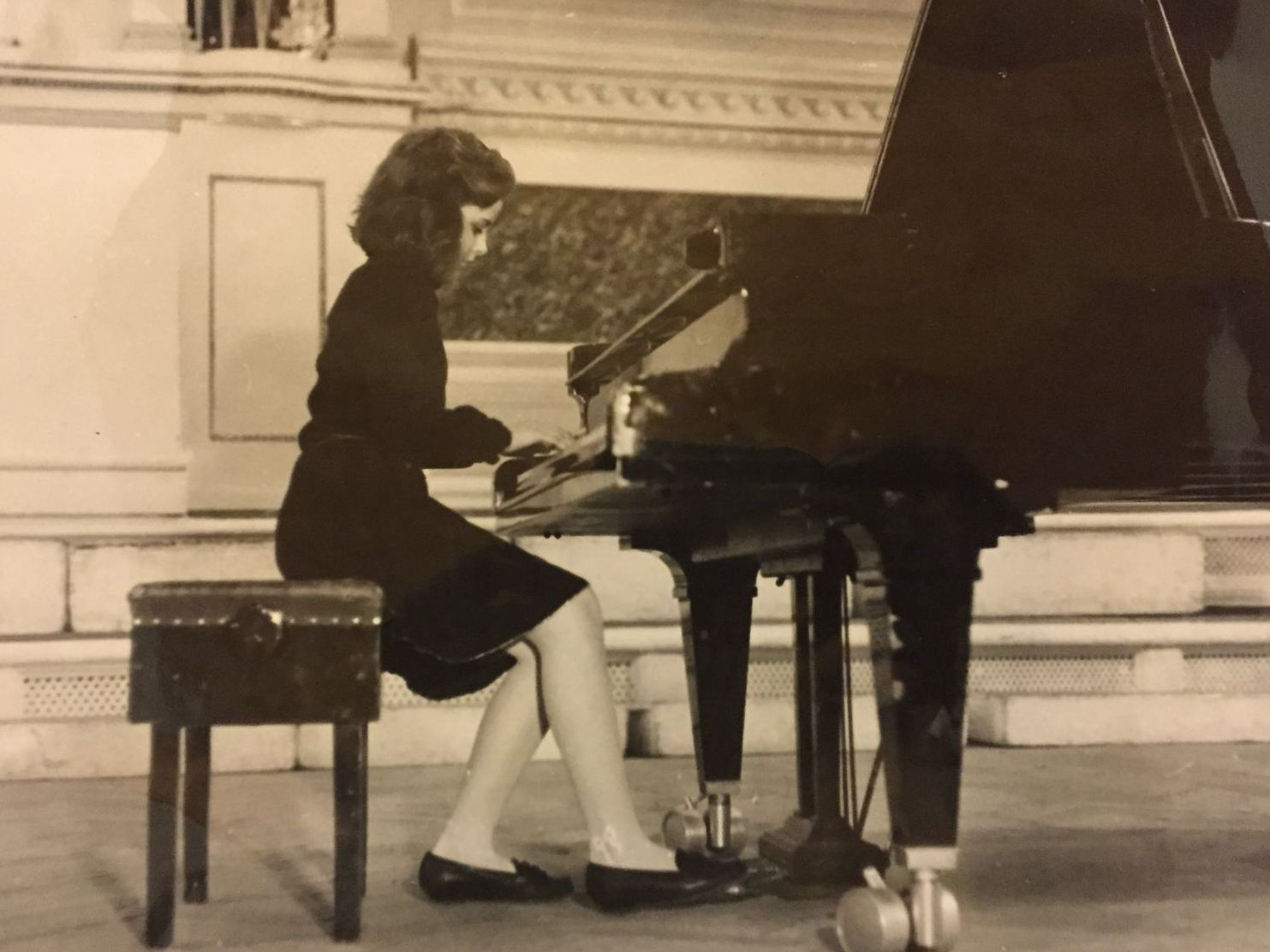
Наталия Власова, 10 лет, Академическая капелла им. Глинки

Первый успех пришёл к Наталии в 10 лет: на сцене Большого зала Академической капеллы им. Глинки она исполнила «Ноктюрн» Шопена до-диез минор. Тогда же впервые выступила как солистка хора с «Аве-Мария» Джулио Каччини.
В 11 лет победила на городском конкурсе пианистов с концертом Гайдна для фортепиано с оркестром ре-мажор.
В 1993 году Наталия поступила в Санкт-Петербургское музыкальное училище консерватории им. Римского-Корсакова по классу фортепиано к выдающемуся педагогу, заслуженному работнику культуры РФ Лебедю Михаилу Иосифовичу.
В 1997 году окончила обучение, получив диплом педагога-концертмейстера, и поступила в университет им. Герцена на факультет музыки. Пять лет спустя окончила его с дипломом педагога музыки по специальности «музыкальное образование».

### Карьера
Карьера

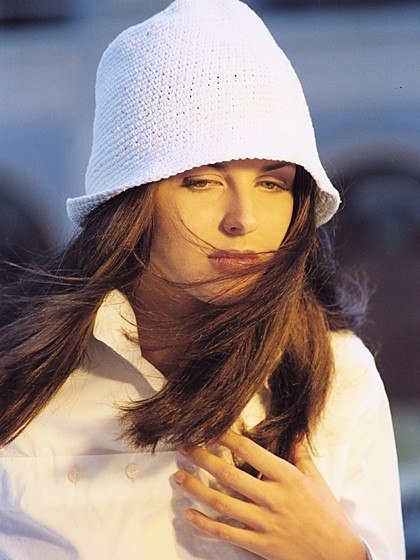
Наталия Власова, фото с обложки первого альбома «Я у твоих ног»

1998 год — первой песней Наталии Власовой, записанной в студии, стала «Я у твоих ног». Алексей Яковель — владелец студии и аранжировщик песни, а позднее и первого альбома, отправляя на прослушивание в Москву свой материал, заодно отправил и песню «Я у твоих ног». На следующий день Наталии позвонили и предложили контракт, а через неделю она уже была в столице.
В марте 1999 года песня «Я у твоих ног» впервые прозвучала на Русское Радио. Тогда же, эта композиция попала на телевизионный фестиваль «Песня года».
В том же, 1999 году, и в последующем 2000 году Наталия дважды получает премию «Золотой граммофон» за песню «Я у твоих ног», которая впоследствии войдёт в «Золотую коллекцию» лучших песен десятилетия, а затем и двадцатилетия.
В конце 1999 года была приглашена Аллой Пугачёвой к участию на НТВ в «Рождественские встречи» 2000, где состоялась премьера второй песни «На тебя обиделась».

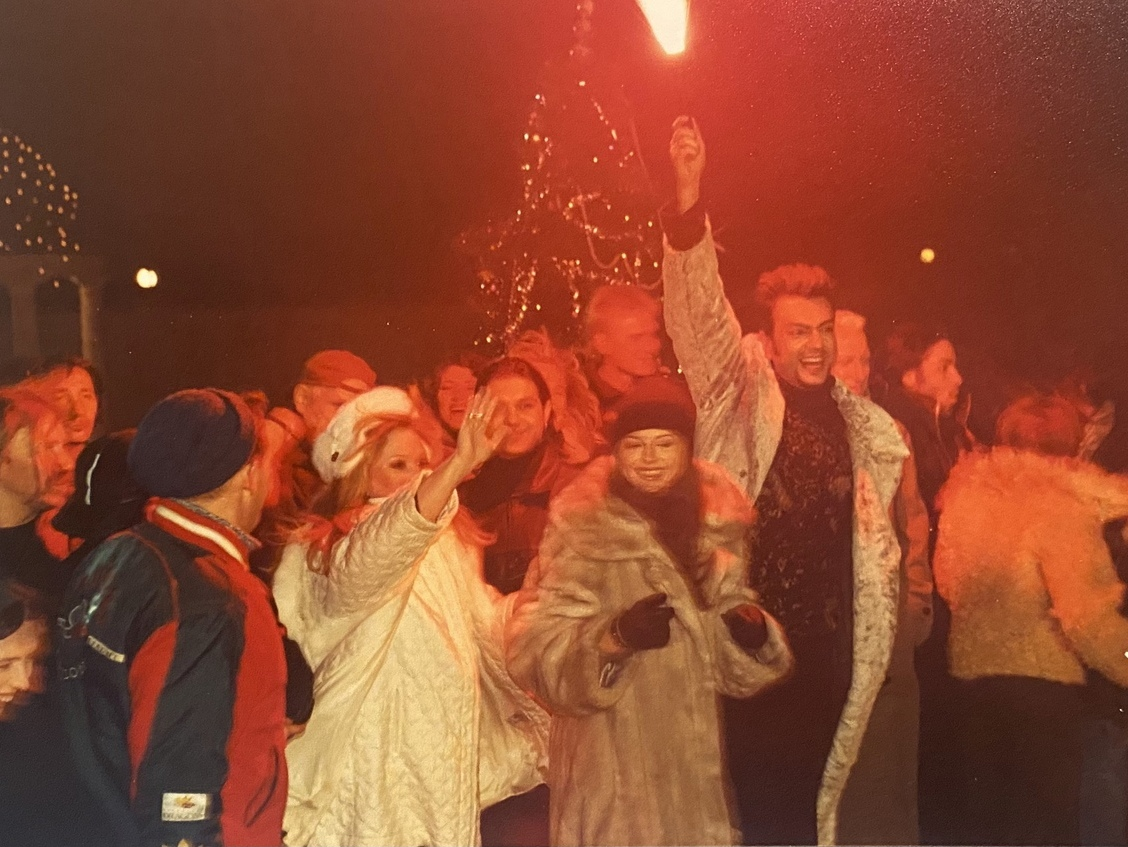
Рождественские встречи с Аллой Пугачёвой на НТВ
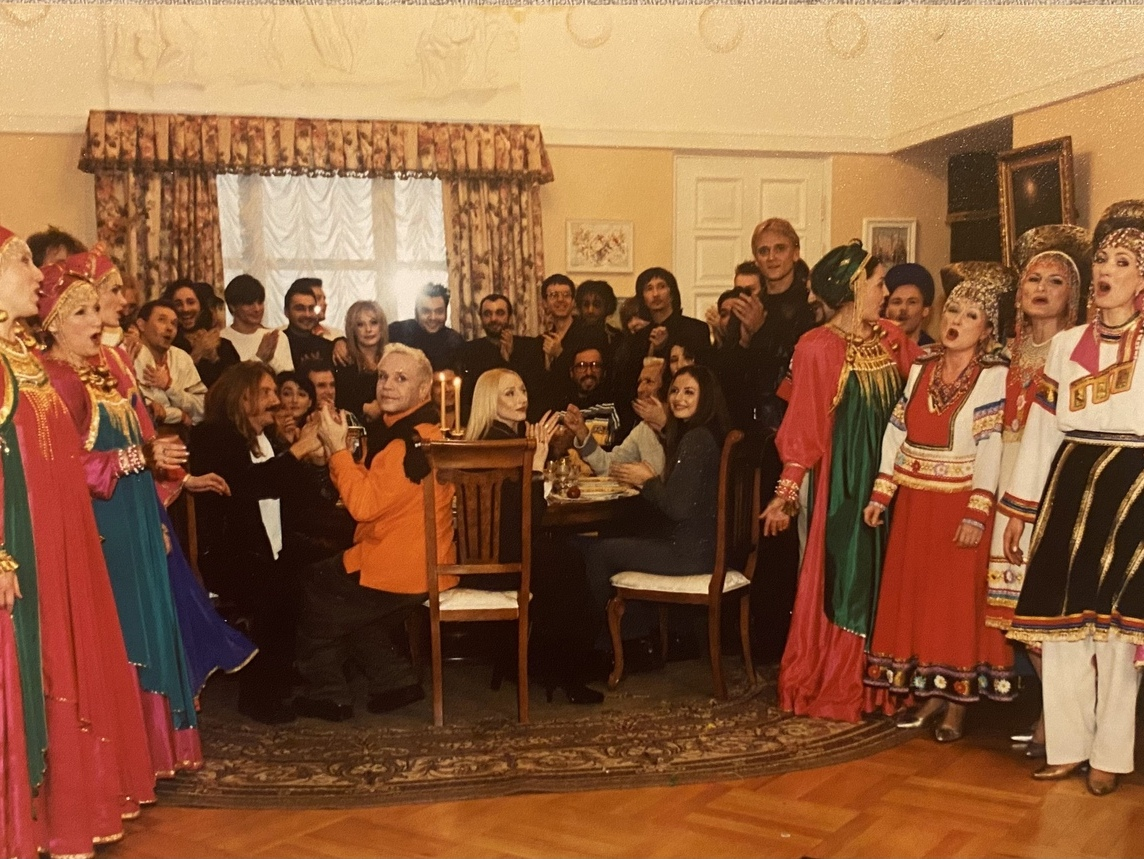
Рождественские встречи с Аллой Пугачёвой на НТВ

Впоследствии, Алла Борисовна неоднократно приглашала Наталию в свои проекты: интервью, шоу, концерты, передачи, программы, посвящённые воспоминаниям о «Рождественских встречах» 2000. Также Власова приняла участие в съёмках её «Фабрика звёзд» на Первом канале в 2004 году, исполнив дуэт с победительницей проекта Викторией Дайнеко.
В 2000 году выходит песня «Колкими фразами», с которой Наталия окончательно утвердилась на эстраде как индивидуальность с уникальной музыкальностью и совершенно необыкновенным звучанием.

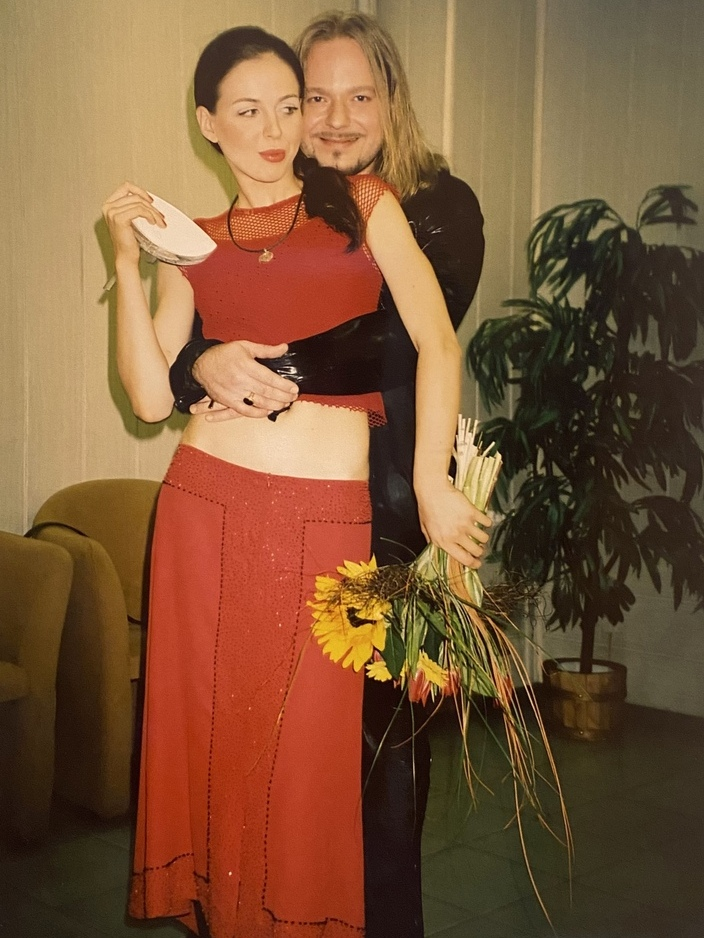
Наталия Власова и Владимир Пресняков

В 2002 году записан дуэт с Владимиром Пресняковым мл. «Мы влюблённые» (музыка и слова Н.Власовой). Песня была признана лучшим дуэтом 2002 года (Первый канал, «Высшая лига»).
С 2002 по 2004 год песни «Не беда разлука», «Это будет радость» и «Знай» широко прозвучали в эфире ведущих радиостанций и телеканалов. Эти песни вошли во второй альбом «Знай».
2004 год — песня «Всё у твоих ног» (моему любимому городу) на мотив песни «Я у твоих ног».
В 2004 году, 3 сентября, Наталия написала песню «Беслан». Годом позже была награждена знаком-медалью «За милосердие».
В 2008 году вышел третий альбом «Сны», состоялась премьера песни «Может быть», над звучанием которой работал музыкант Ю.Усачев (Гости из будущего). Тогда же вышел сборник лучших песен Наталии Власовой «GRAND collection».
2009 год подарил публике особенно полюбившуюся «Я бы пела тебе». А позже было издано концертное видео на эту песню.
В этом же году в Театре Эстрады состоялся первый большой сольный концерт «Лучшее и новое» при участии струнного квартета «Ноктюрн» и Российского Рогового оркестра.
В апреле 2010 года Наталия становится лауреатом конкурса-фестиваля «Весна романса» с песней «Я подарю тебе сад» (музыка и слова Н.Власовой).
В мае 2010 года получает звание и диплом за лучшую патриотическую песню «Настасья» (Первый канал, председатель жюри — Александра Пахмутова). Сюжет песни основан на реальных событиях (музыка Н.Власовой, слова С. Харина).
В эти же дни состоялся дебют Наталии Власовой как композитора в кино. Она написала музыку к кинокомедии «Школа для толстушек», в главной роли Анна Ардова, телеканал «Россия-1».
В 2011 году Наталия становится студенткой РУТИ ГИТИС в мастерской народного артиста СССР и художественного руководителя Московского театра им. М. Н. Ермоловой Владимира Андреева и Александра Бармака.

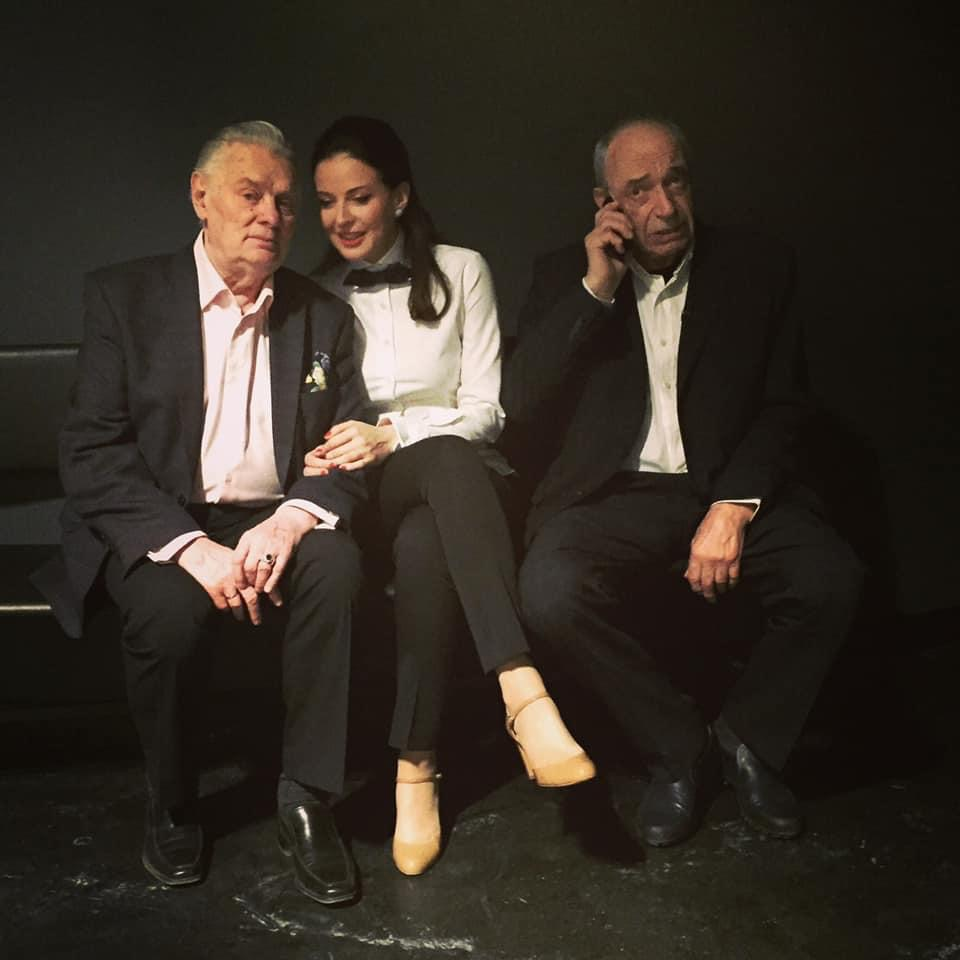
Наталия Власова с учителями — Владимир Андреев и Валентин Гафт

В конце первого курса, в 2012 году, была приглашена Лорой Квинт на роль Мерседес в музыкальной драме «Я — Эдмон Дантес» (режиссёр Егор Дружинин: в главных ролях: Дмитрий Певцов, Наталия Власова, Евдокия Германова, Юрий Мазихин, Анна Невская и др.).
С 2012 года постоянный член жюри музыкального направления Российской Студенческой Весны.
В 2012 году выпустила двойной альбом «Седьмое чувство», куда вошли два диска («Седьмое чувство» и «Седьмое чувство-2»), представивших два основных музыкальных направления, в которых работает. В первый вошли песни, созданные в лучших традициях популярной музыки, а во второй — живой звук и акустический авторский минимализм: голос, рояль, гитары, саксофоны, флейты, перкуссия — то, что полюбилось публике в сольных концертах.
8 мая 2013 года — благотворительный концерт военных песен на Поклонной горе в Саратове, где впервые исполнила песни военных лет в своей неподвластной, душевной и чувственной манере.
Осенью 2013 года состоялась премьера песни «Прелюдия», на которую вскоре появился клип с участием Дмитрия Певцова. В первые же дни клип собрал более 100 000 просмотров на YouTube и попал в эфир музыкальных каналов.
С 2013 года на сцене нового концертного зала ГИТИС идет студенческий спектакль «Блекс и нищета кабаре» по мотивам произведений Ж. Ануя и Ж. Кокто (в постановке А. Бармака), в котором Наталия играет роль мадам Ортанс — хозяйки кабаре.
В начале 2014 года Власова стала инициатором творческой акции по поддержке Жанны Фриске и детей с онкологическими заболеваниями, написав песню «Жанна, живи, Жанна, танцуй».

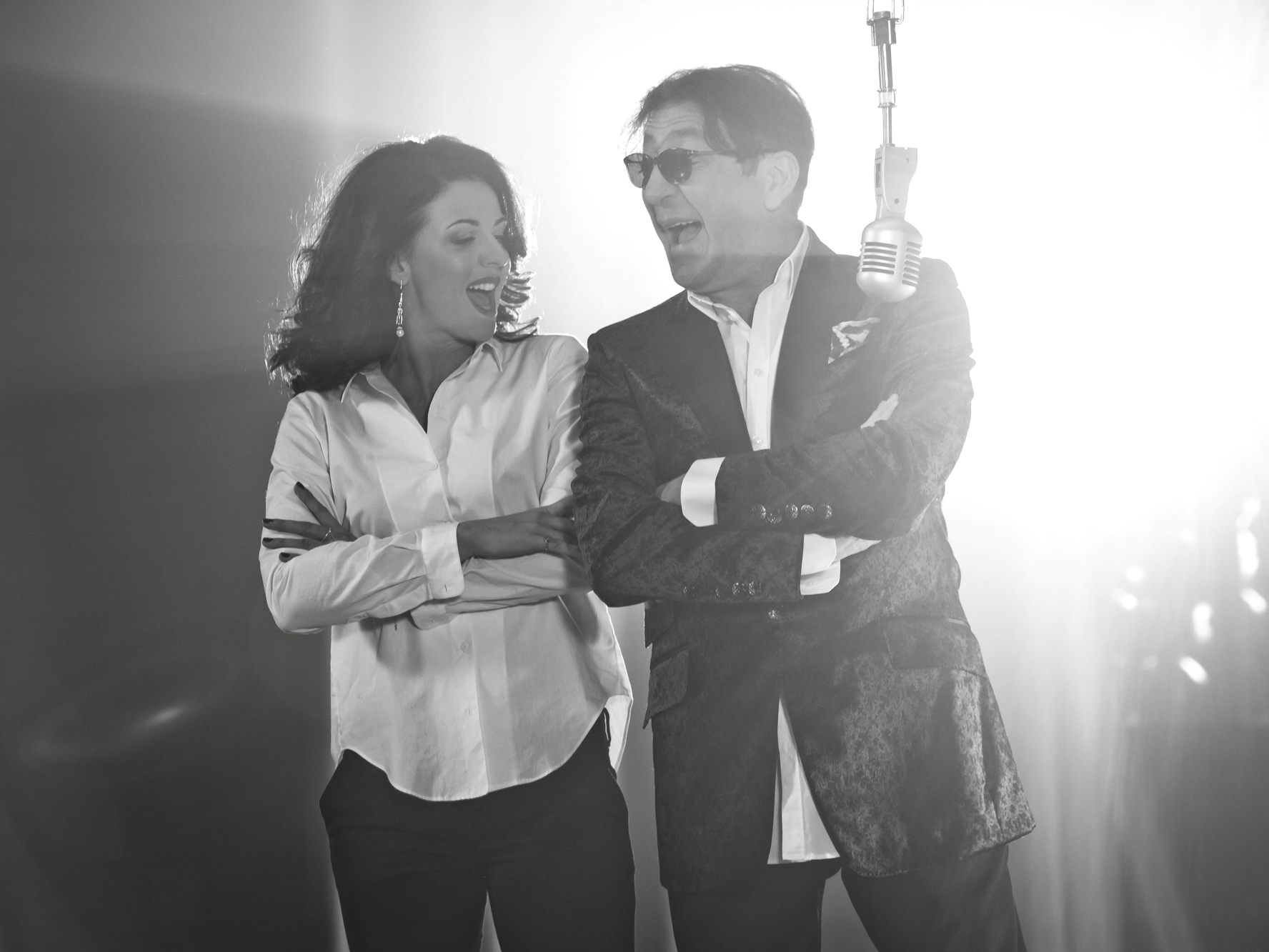
Наталия Власова и Григорий Лепс, съемки клипа «Бай-бай»

Осень 2014 года — премьера песни «Бай-бай» (музыка и слова Н.Власовой), записанной в дуэте с Григорием Лепсом. Клип на эту песню стартовал под Новый год.
Весной 2015 года Наталия Власова начинает творческое сотрудничество с Валентином Гафтом. В мае, к 70-летию Победы в Великой Отечественной войне написана и записана оркестровая версия песни «Вечный огонь» (музыка Н.Власовой, слова В.Гафта), впервые прозвучавшая 4 мая со сцены Кремля.
В мае 2015 закончила обучение в ГИТИСе, получив диплом профессиональной артистки драматического театра и кино. Сразу после этого получает приглашение к съёмкам фильма «Спарта», где впоследствии исполнит главную женскую роль.

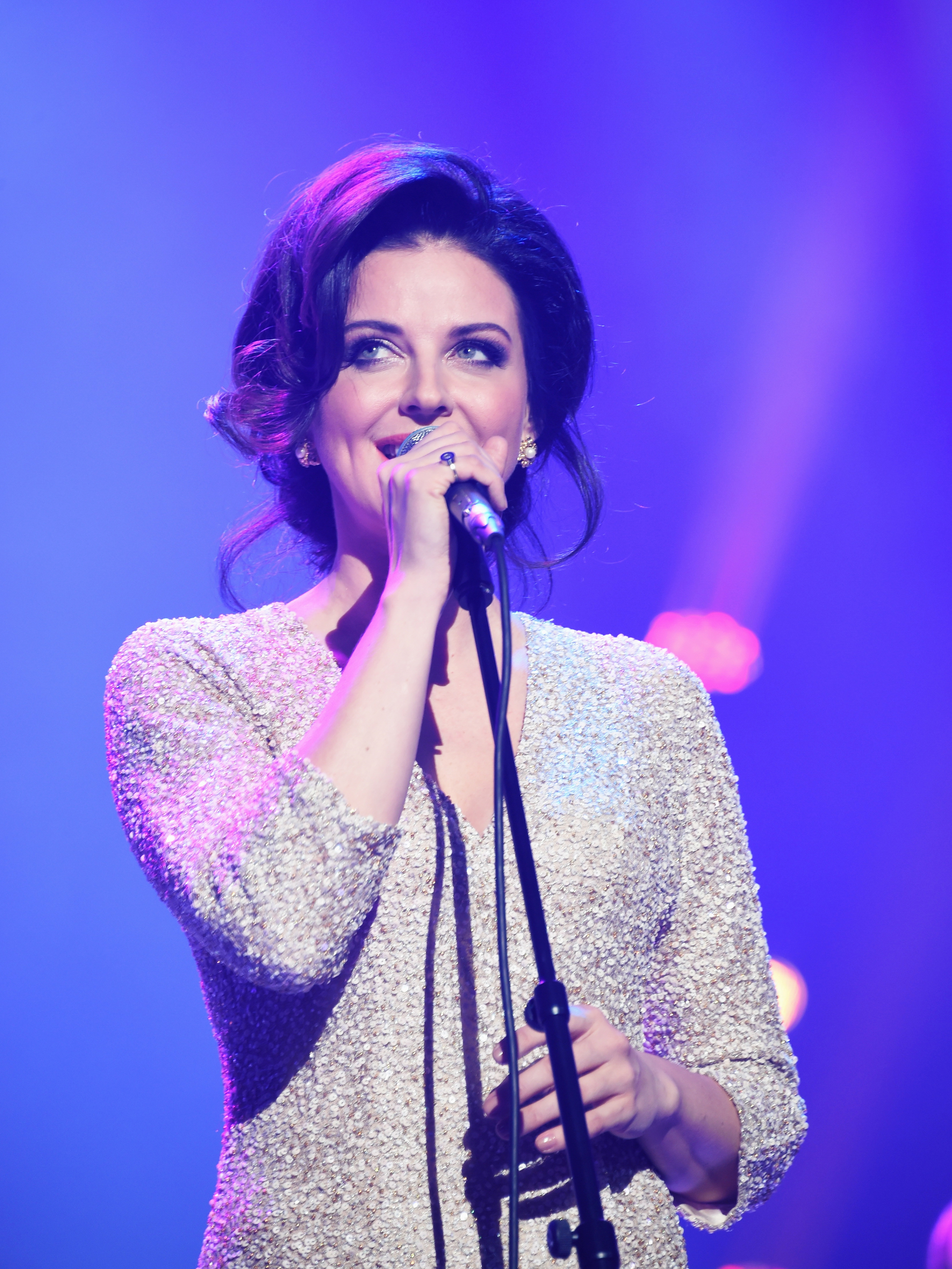
Наталия Власова, Москва, Театр Эстрады

23 апреля 2016 года — большой концерт «Я у твоих ног» в Театра Эстрады при участии двух оркестров и презентация нового альбома «Розовая нежность».
Начало 2016 года — запись на Мосфильме и выход акустической версии «Я у твоих ног (Piano version)», а позже и «Обнимаю (Piano version)». Песни имеют видео, снятые во время записи без единого постановочного кадра и сразу попавшие в ротацию множества музыкальных каналов.
Осенью 2016 года вышел на экраны фильм «Спарта» (в главных ролях: Н.Кудряшов, Н.Власова, В.Епифанцев, Д.Никифоров, М.Коновалов) и клип на песню «Смелая», которая стала лирическим саундтреком фильма.
В сентябре 2016 года выходит короткометражный документальный фильм «СОПРИКОСНОВЕНИЕ» (В.Гафт и Н.Власова).
В начале 2017 года выходит телевизионная версия большого сольного концерта «Я у твоих ног LIVE».
28 марта 2017 года легендарное издательство «Музыка» выпустило первый официальный сборник нот Наталии Власовой «10 песен о любви» для голоса в сопровождении фортепиано. Сольный концерт в Санкт-Петербурге в БКЗ «Октябрьский» с его презентацией.
2018 год — песня «На тебя обиделась» из первого альбома «Я у твоих ног» стала саундтреком к фильму «Ненастье», а в 2020 году вышла её танцевальная версия.
20 апреля 2019 года Власова получила премию «Шансон года» на XVII Церемонии вручения в Кремля, где исполнила свой популярный сингл «Розовая нежность».
29 ноября 2019 года в рамках большого юбилейного концерта Наталии Власовой в Вегас Сити Холл состоялась презентация альбома «20.Юбилейный альбом». В него вошли 12 песен творческого периода, который сама Наталия охарактеризовала как «ваша новая я», в том числе премьера новой песни «Лунная».

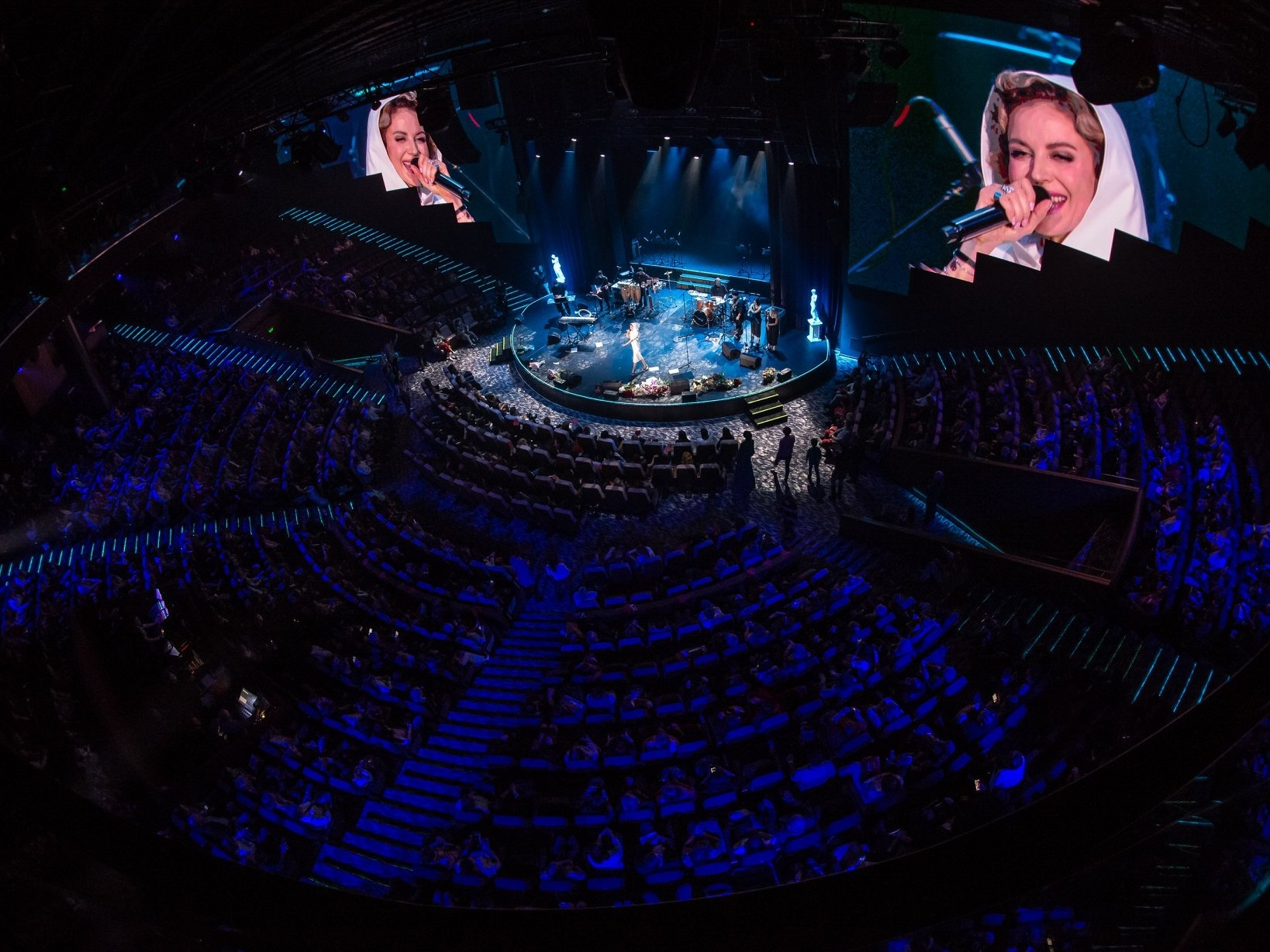
Юбилейный концерт.20
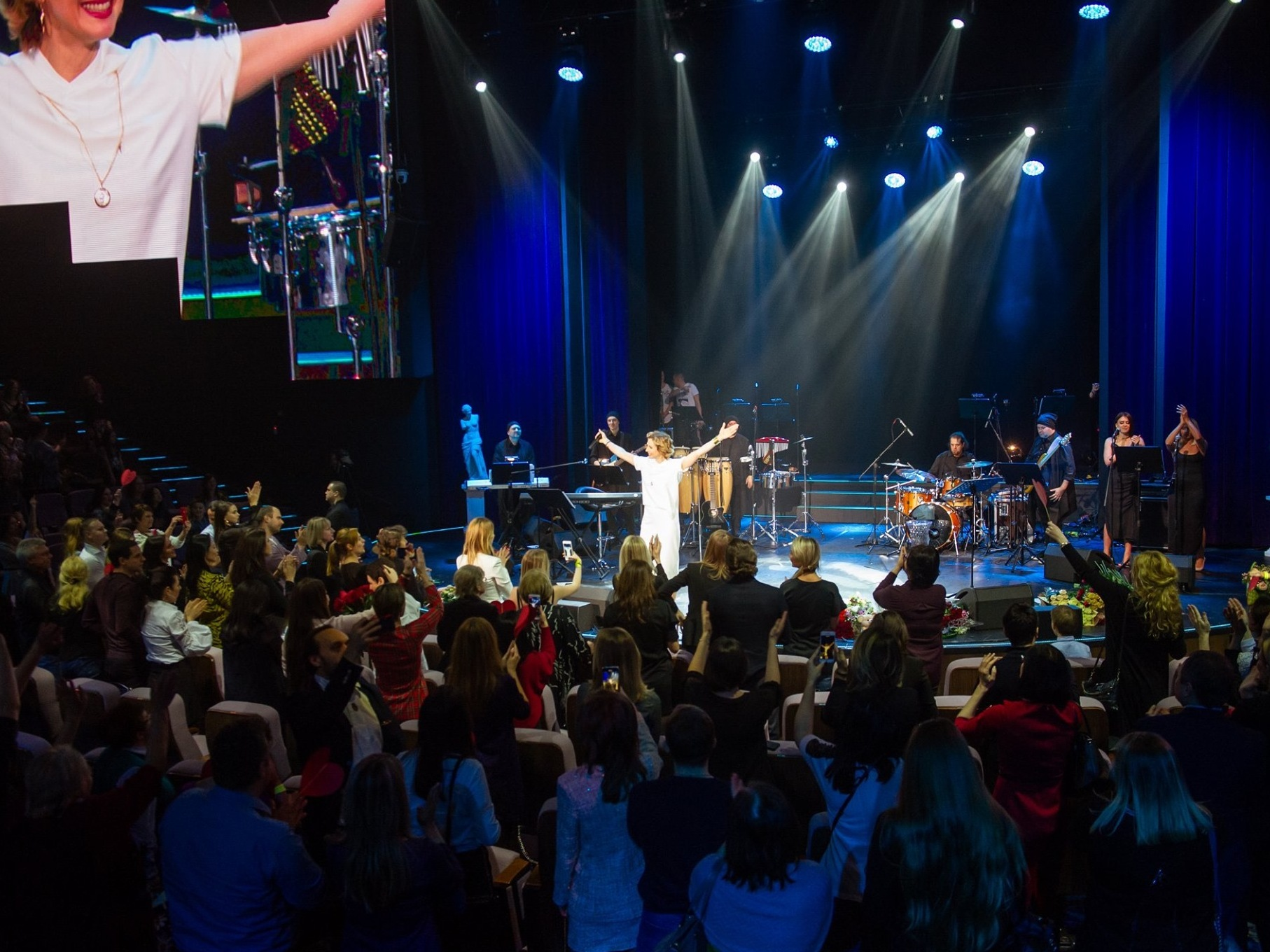
Вегас Сити Холл

В феврале 2021 года состоялась премьера сингла и Live-видео «Отель (Piano Version)» на стихи Валентина Гафта. Песня-посвящение «учителю и наставнику», которую он не успел услышать при жизни.

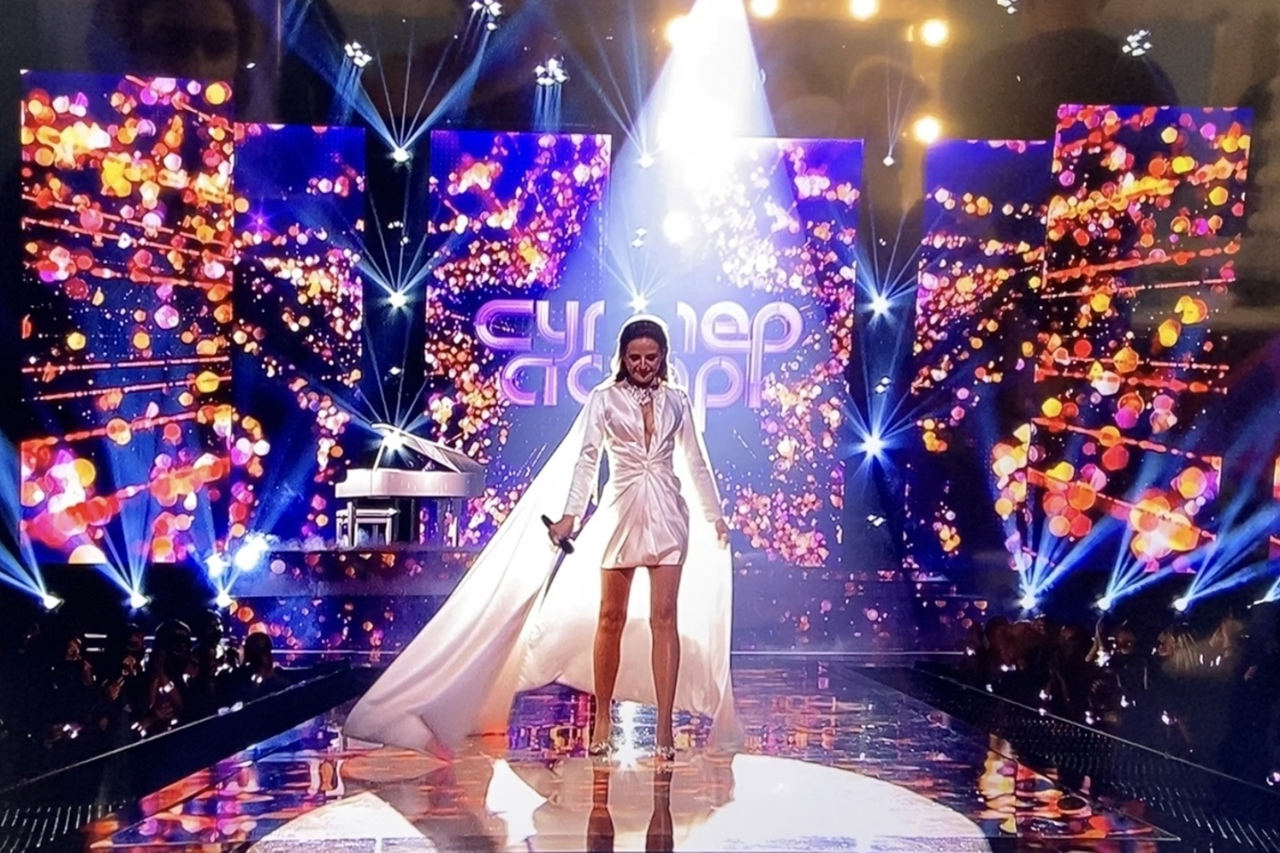
Наталия Власова на шоу «Суперстар»

В 2021 году приняла участие в проекте «Суперстар» на НТВ, где исполнила свой хит «Я у твоих ног» и «Нежность» Александры Пахмутовой, позволив себе отклонится от классической версии песни, дополнив выступление собственной импровизацией. Консервативный взгляд жюри столкнулся с мнением зрителей и коллег по сцене, Наталия первая покинула шоу, и сразу получила предложение о совместном дуэте от Димы Билана, который, как оказалось, много лет вдохновлялся её песнями .

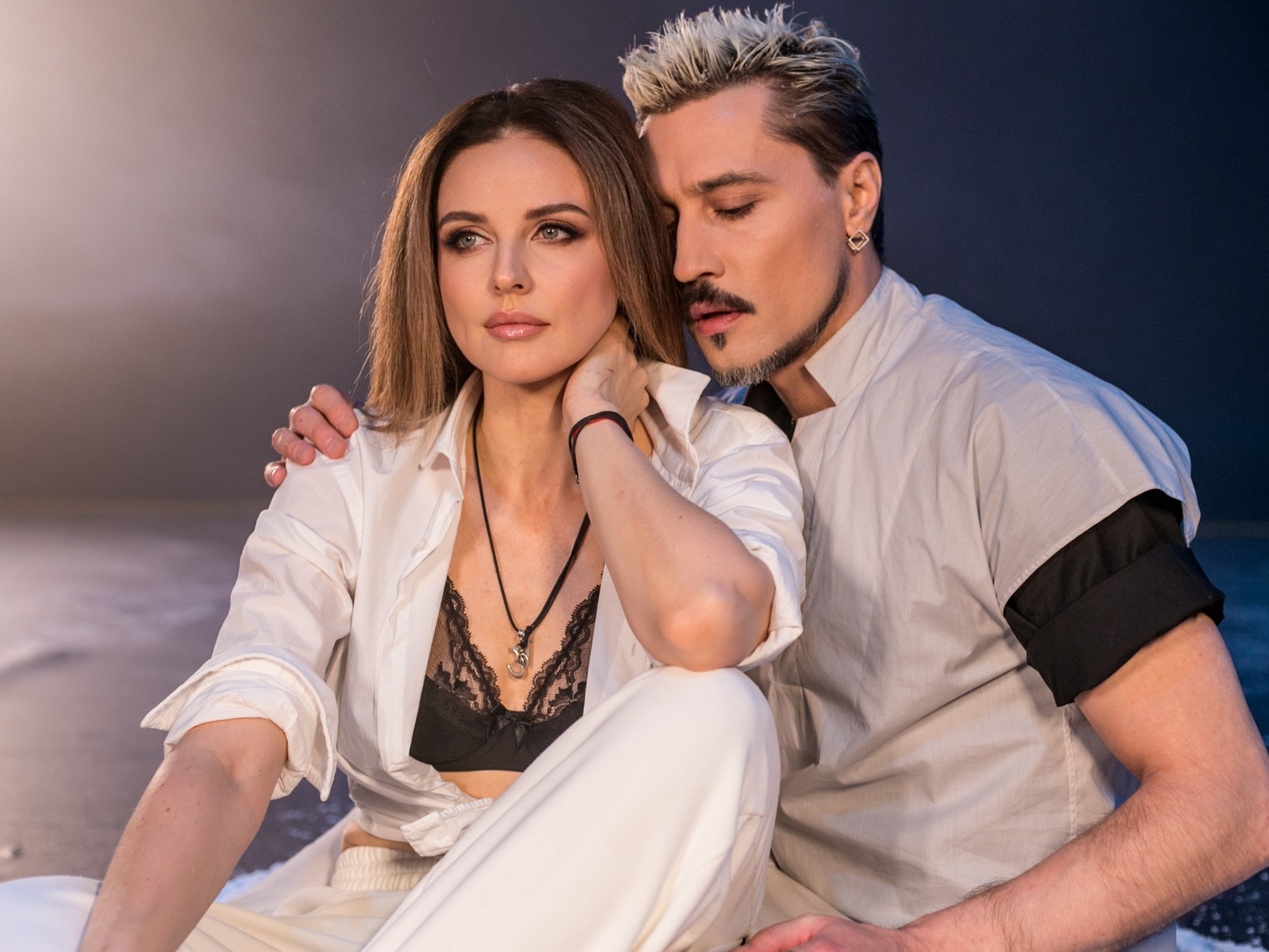
Наталия Власова и Дима билан, съемки клипа «Она любила музыку»

К тому моменту, сольная версия песни «Она любила музыку» уже была записана и готовилась к изданию. Также, был снят видеоклип. После предложения Димы Билана, песня и клип были перезаписаны и пересняты совместно.
7 января 2022 года состоялась премьера автобиографичной песни и клипа «Она любила музыку» (музыка и слова Н.Власовой), записанной в дуэте с Димой Биланом.

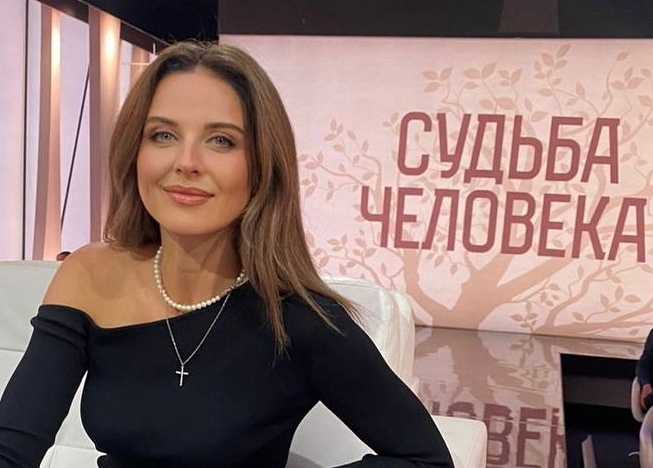
Наталия Власова, съемки телепередачи «Судьба человека»

8 декабря 2022 года на телеканале «Россия-1» вышел выпуск программы «Судьба человека с Борисом Корчевниковым», гостьей которого стала Наталия Власова. Она рассказала о том, почему не подписала контракт с известными продюсерами, как сорвала съемки своего первого клипа и назвала причины расставания с мужем.
В середине 2023 года Наталия выпустила песню «Любовь и время», как слепок момента, разделившего жизнь на до и после. Незадолго до этого, на одном из концертов, она внезапно почувствовала себя плохо и дело дошло до реанимации.
30 сентября 2023 года Наталия стала героем выпуска ток-шоу «Секрет на миллион» на НТВ, где случился скандал из попытки Леры Кудрявцевой помирить Наташу с отцом, с которым очень давно потеряны отношения. Наталия назвала это одним из самых тяжелых дней своей жизни и теперь понимает, как рождаются большие телевизионные рейтинги.
17 марта 2024 года в Москве состоялся концерт в театре Московского театра им. М. Н. Ермоловой, где прямо на сцене была построена студия и, без репетиций, в потоке вдохновения, был записан дуэт с Егиазаром. «Я отыскала этот Голос в другой стране, когда поняла, что только с ним хочу записать эту песню» НВ.
Так, в марте 2024 года вышла в свет песня «Лучшая женщина» в сольном варианте Наталии, а в июле была официально издана дуэтная версия «Лучшая Женщина — СВАДЕБНЫЙ ТАНЕЦ Live» в дуэте с белорусским певцом EGIAZAR. Песня стала популярной в сети, на свадьбах и юбилеях. «Люди крепче обнимают друг друга, танцуя под нашу песню и я очень счастлива!» НВ.
26 апреля 2024 после многолетнего перерыва состоялась успешная премьера Наталии на сцене театра в комедии «Мужчина с доставкой на дом».

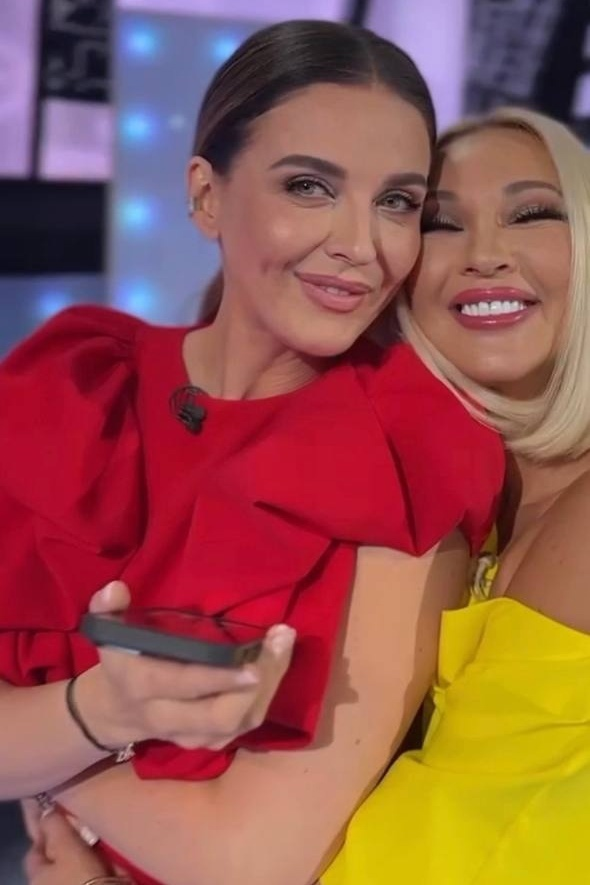
Наталия Власова и Лера Кудрявцева, съёмки телепередачи "Секрет на миллион"
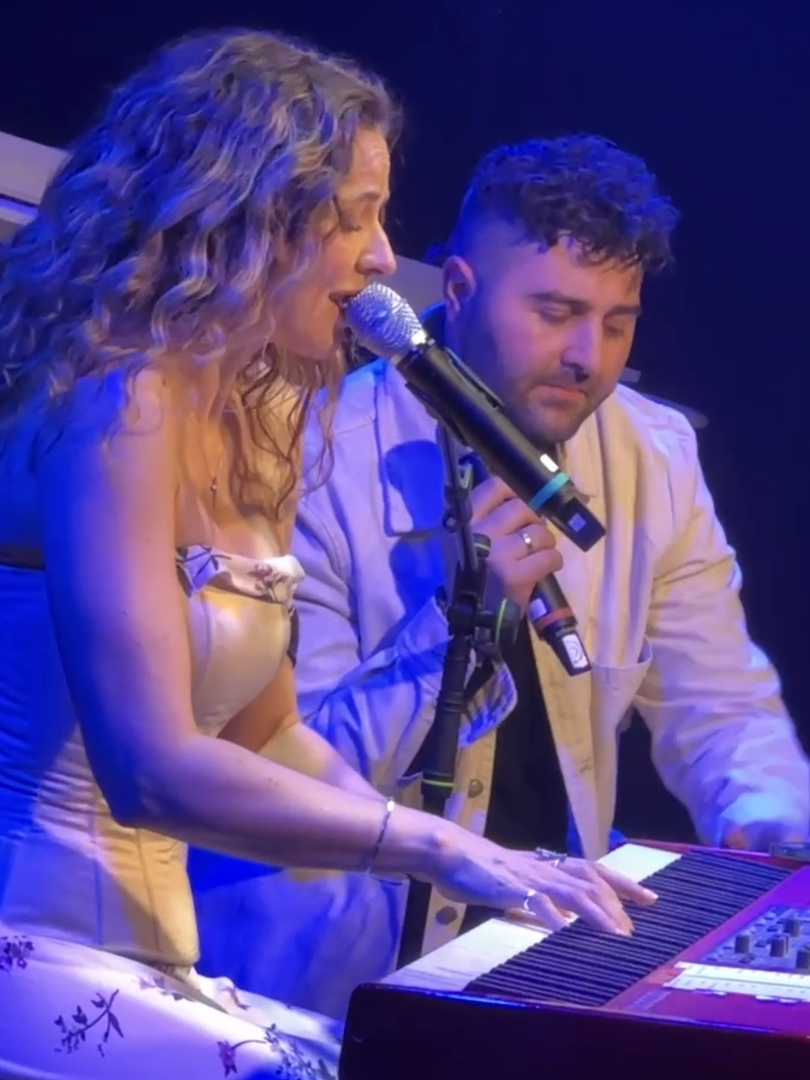
Наталия Власова и Egiazar, Москва, концерт в театре Ермоловой
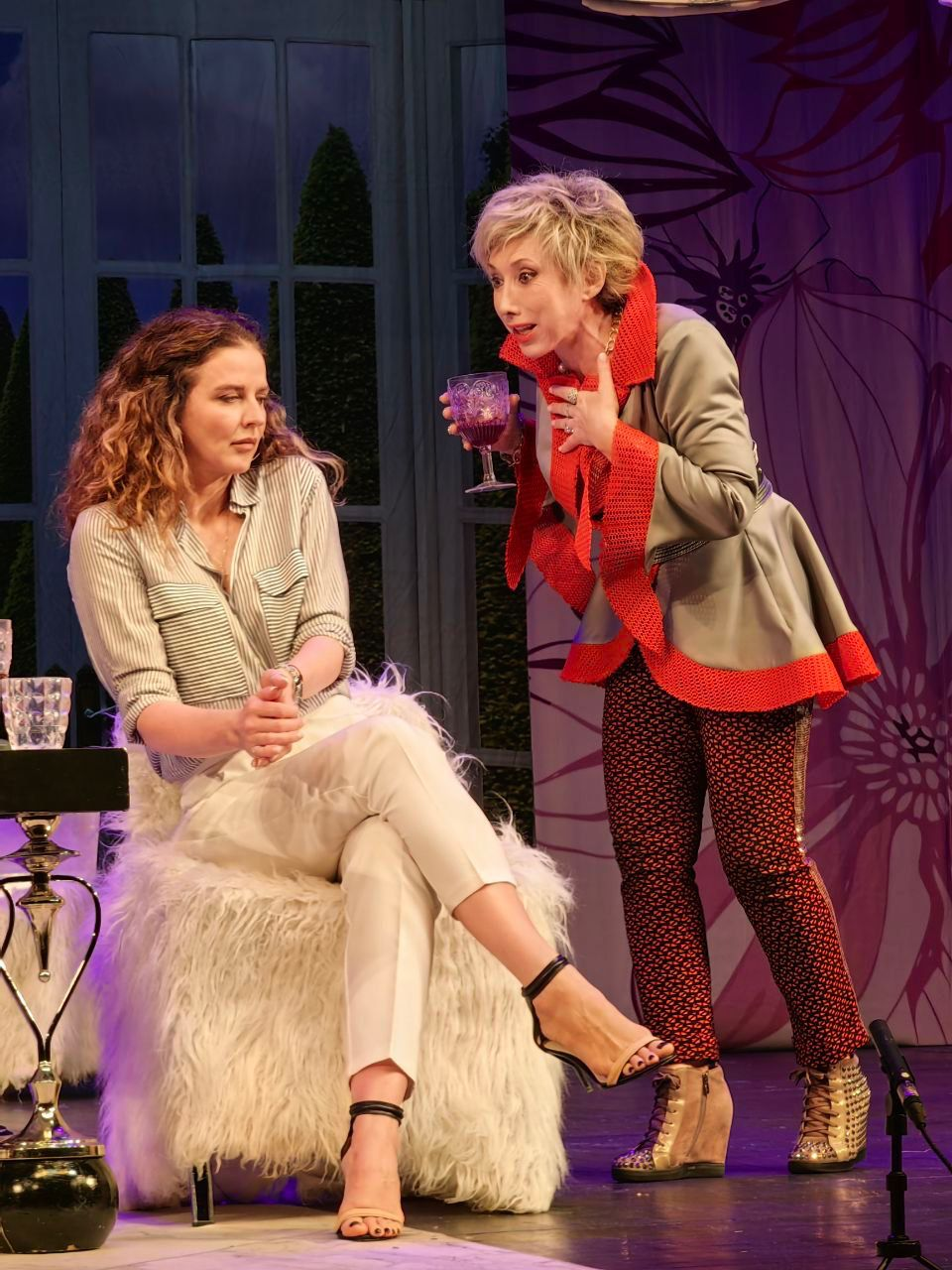
Наталия Власова и Елена Воробей в спектакле "Мужчина с доставкой на дом"
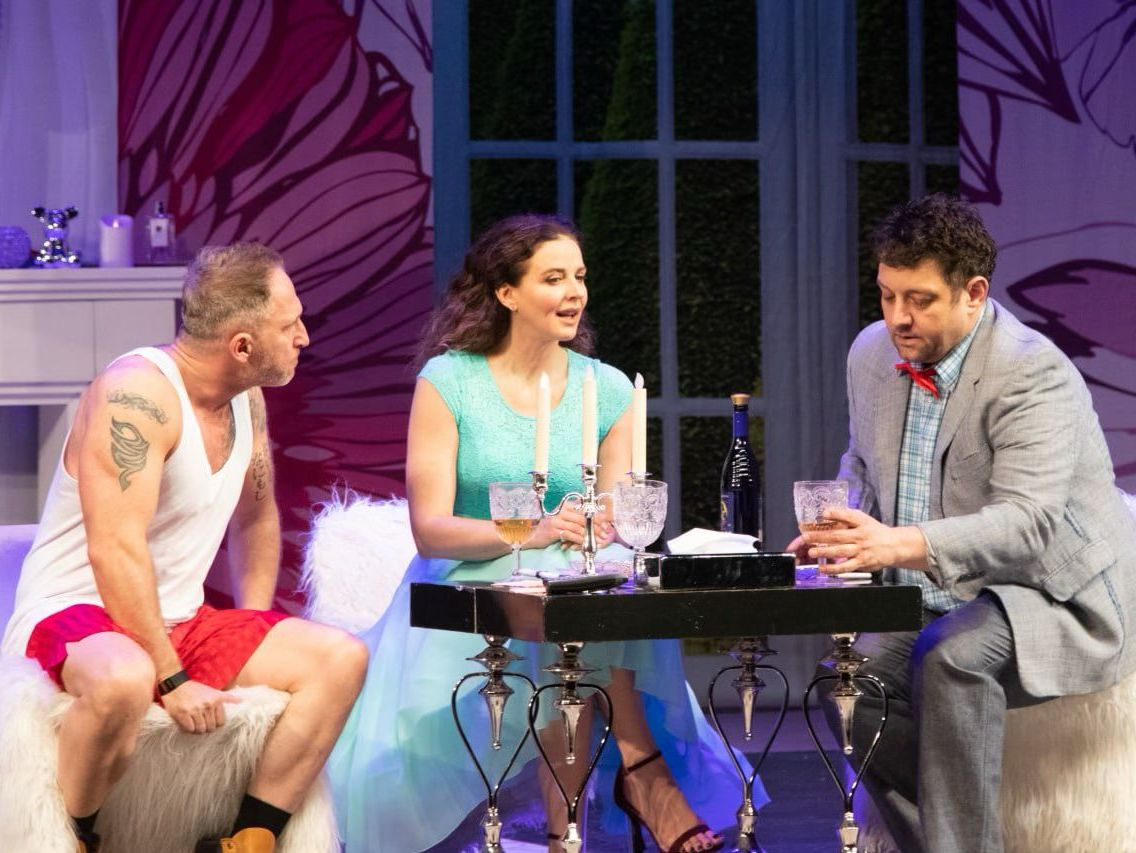
Оскар Кучера, Наталия Власова, Михаил Полицеймако в спектакле "Мужчина с доставкой на дом"

В сентябре 2024 года был выпущен клип на песню «Любовь», в съёмках которого приняли участие: дочь Пелагея, Дима Билан, Лера Кудрявцева, Алиса Вокс, Нодар Ревия, Елена Воробей, Мария Хакамада, Арсен Мукенди и все единочувственники, поддержавшие танцевальный челлендж в социальных сетях певицы.
Своих поклонников Наталия называет Единочувственниками и устраивает с ними традиционные встречи.

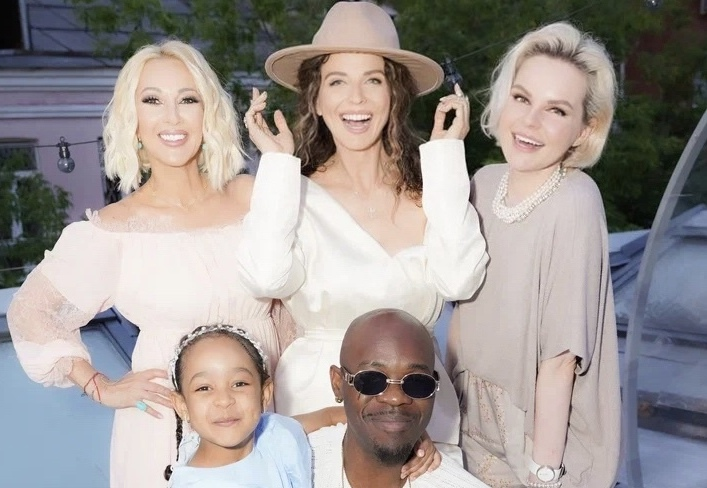
Лера Кудрявцева, Наталия Власова, Алиса Вокс, Арсен Мукенди с дочкой, съемки клипа "Любовь"
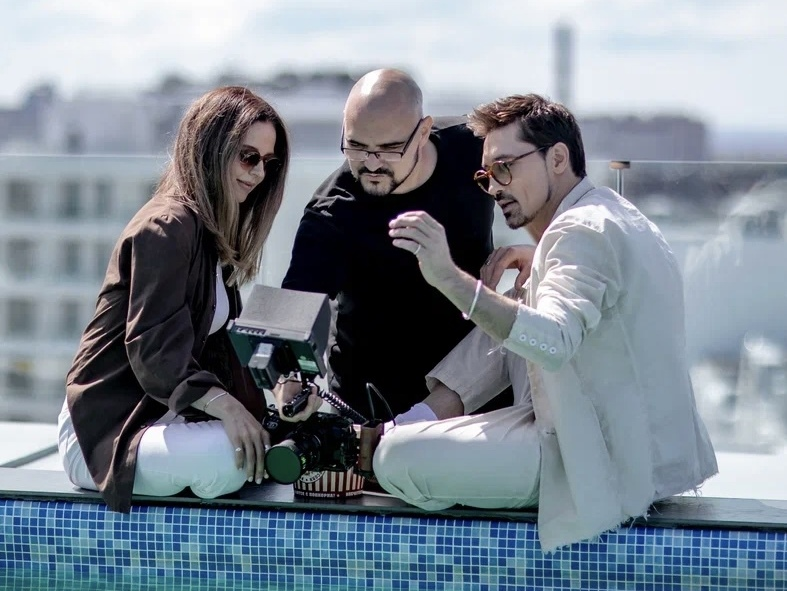
Наталия Власова, Георгий Волев (режиссер), Дима Билан, съемки клипа "Любовь"
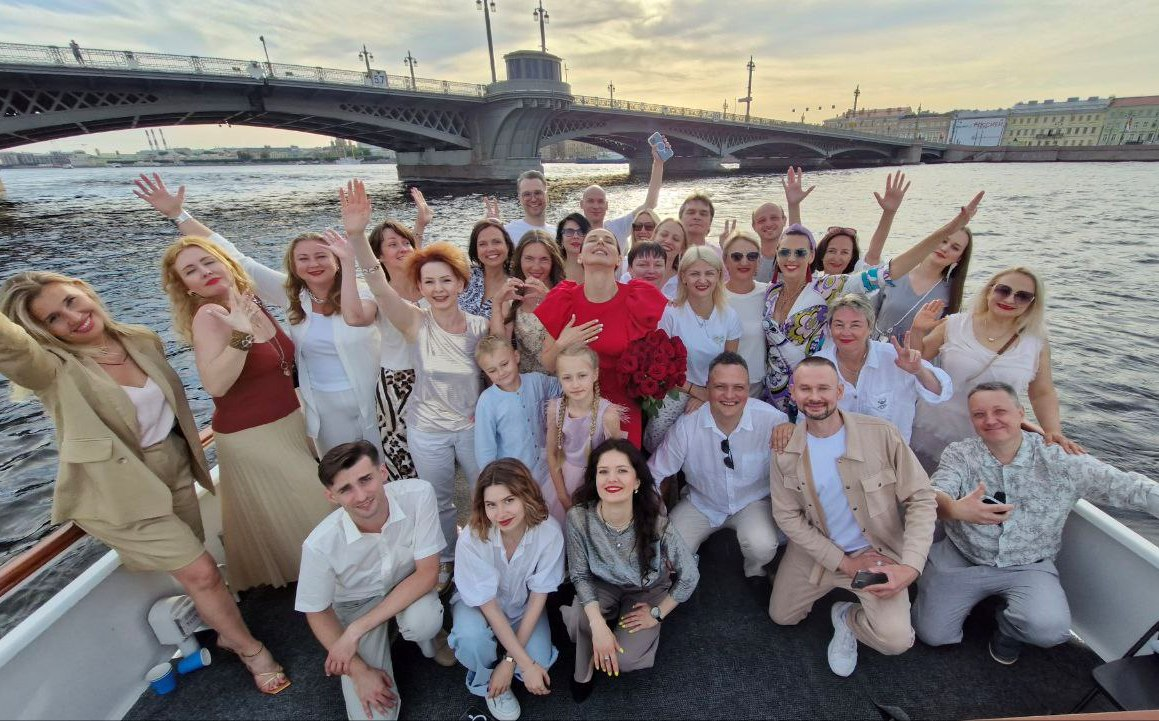
Встреча единочувственников в Петербурге

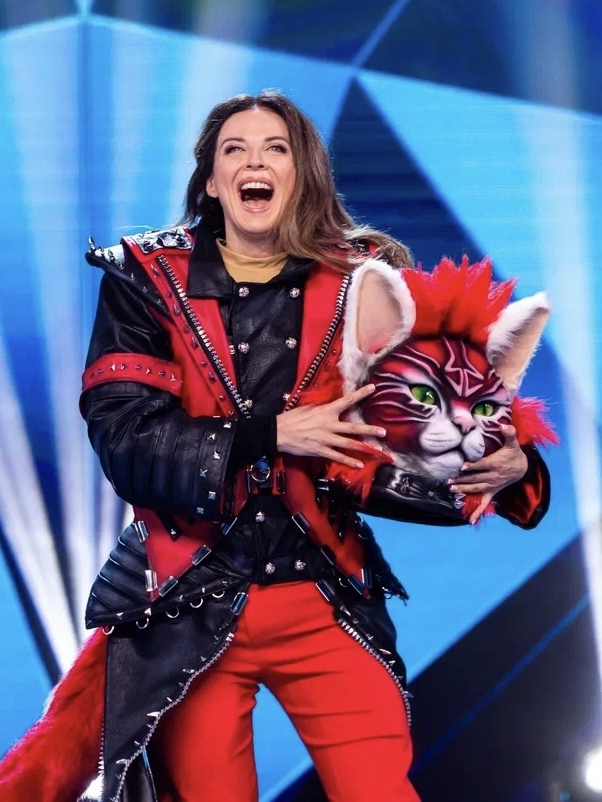
Наталия Власова, спецвыпуск шоу «Маска» от 2 февраля 2024г

2 февраля 2025 года на НТВ вышел специальный выпуск шоу «Маска» под названием «Билановидение», участницей которого стала Наталия. Она исполнила песню Димы Билана «Это была любовь» в маске Кота-Рокера.
12 апреля 2025 года Наташа второй раз получила премию «Шансон года» на XVIV Церемонии вручения в «Live Арене» за песню «Розовая нежность».
2024—2025 — Работа над проектом «Истории под клавиши в большом городе» — «когда мои пальцы на клавишах, я физически ощущаю связь с небом. Ювелирное искусство в музыке, роскошь, к которой я долго шла: Только Голос, Клавиши и магия атмосферы, записанные в потоке» НВ.
В мае 2025 года состоялась премьера песни и клипа «Мир прекрасен» (музыка и слова Н.Власовой), записанной в дуэте с Машей Вебер. Песня о самом необходимом чувстве — любви к себе.

### Личная жизнь
В разводе. Дочь — Пелагея (род. 2006).

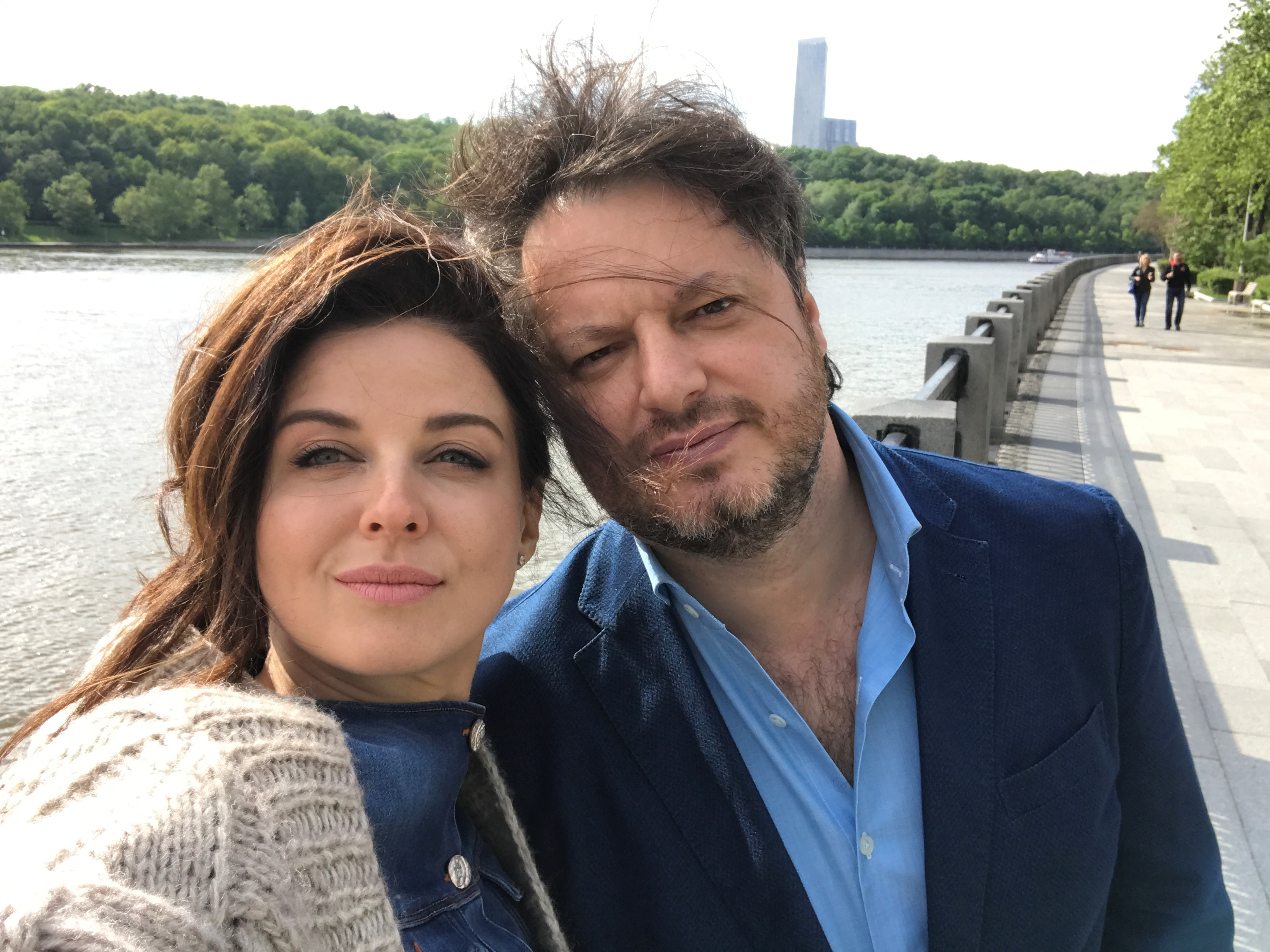
Наталия Власова с бывшим мужем
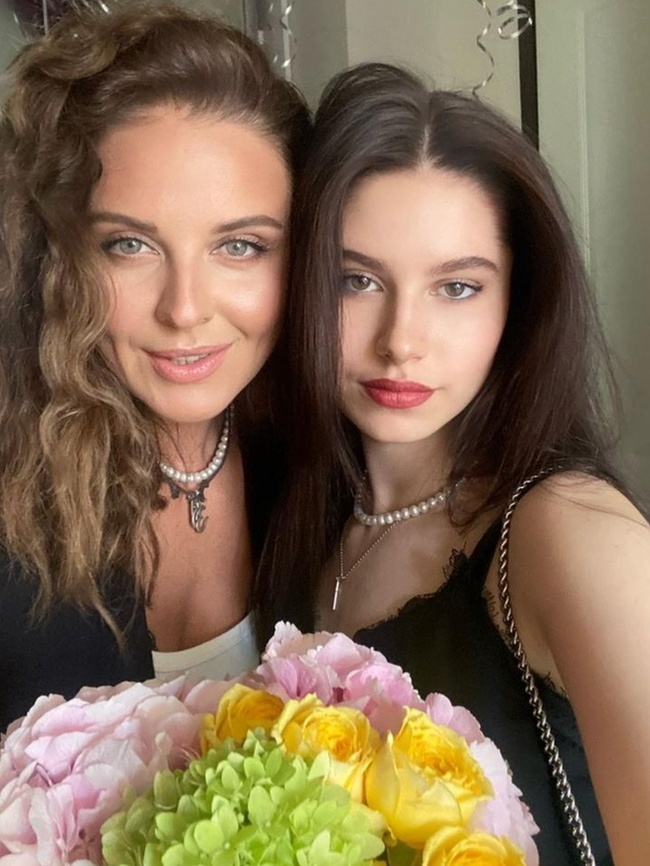
Наталия Власова с дочерью Пелагеей

После развода Наталия подстриглась налысо и отправилась путешествовать в Индию.

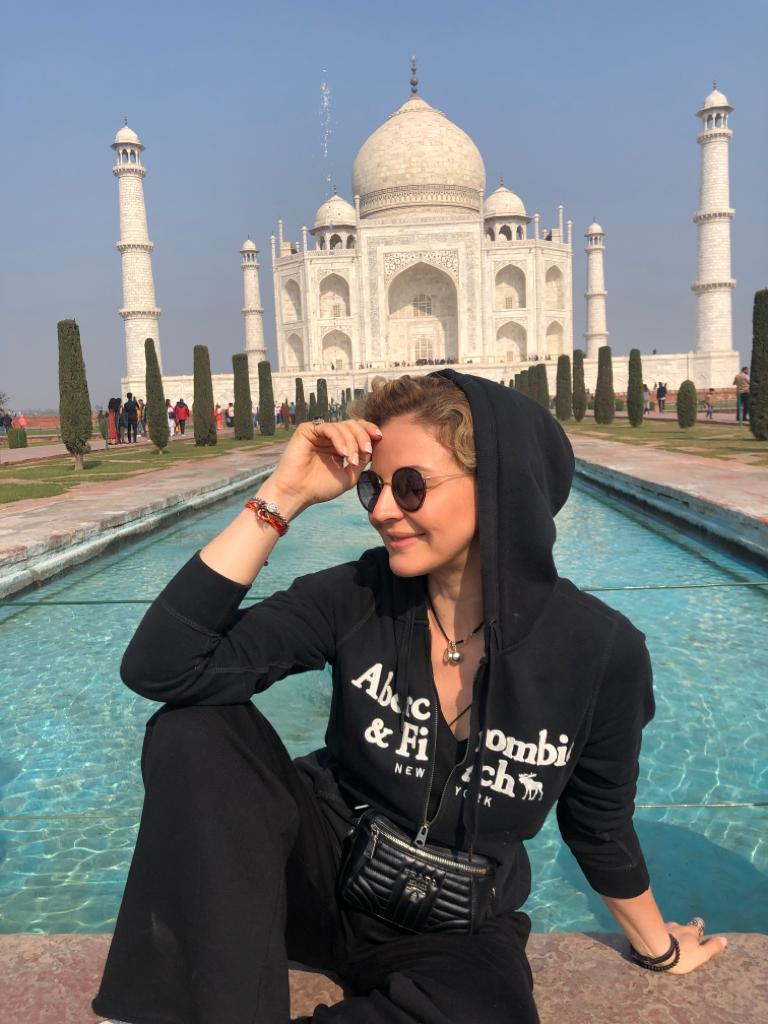
Наталия Власова
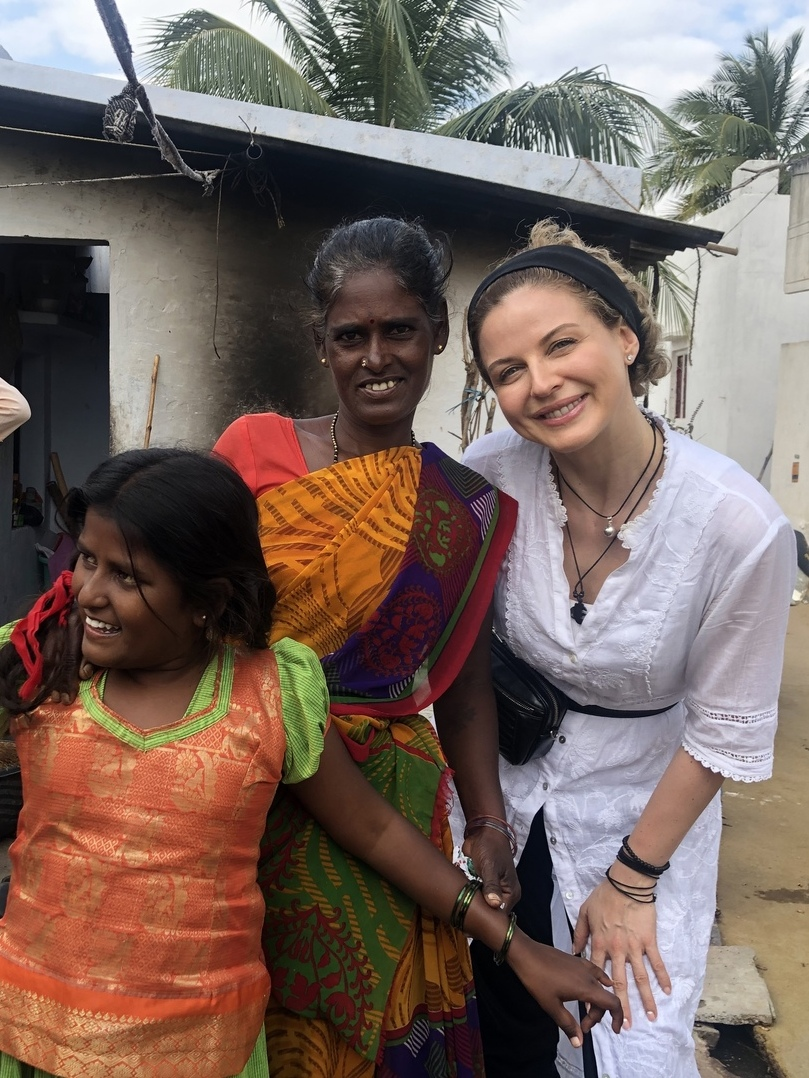
Индия

## Дискография

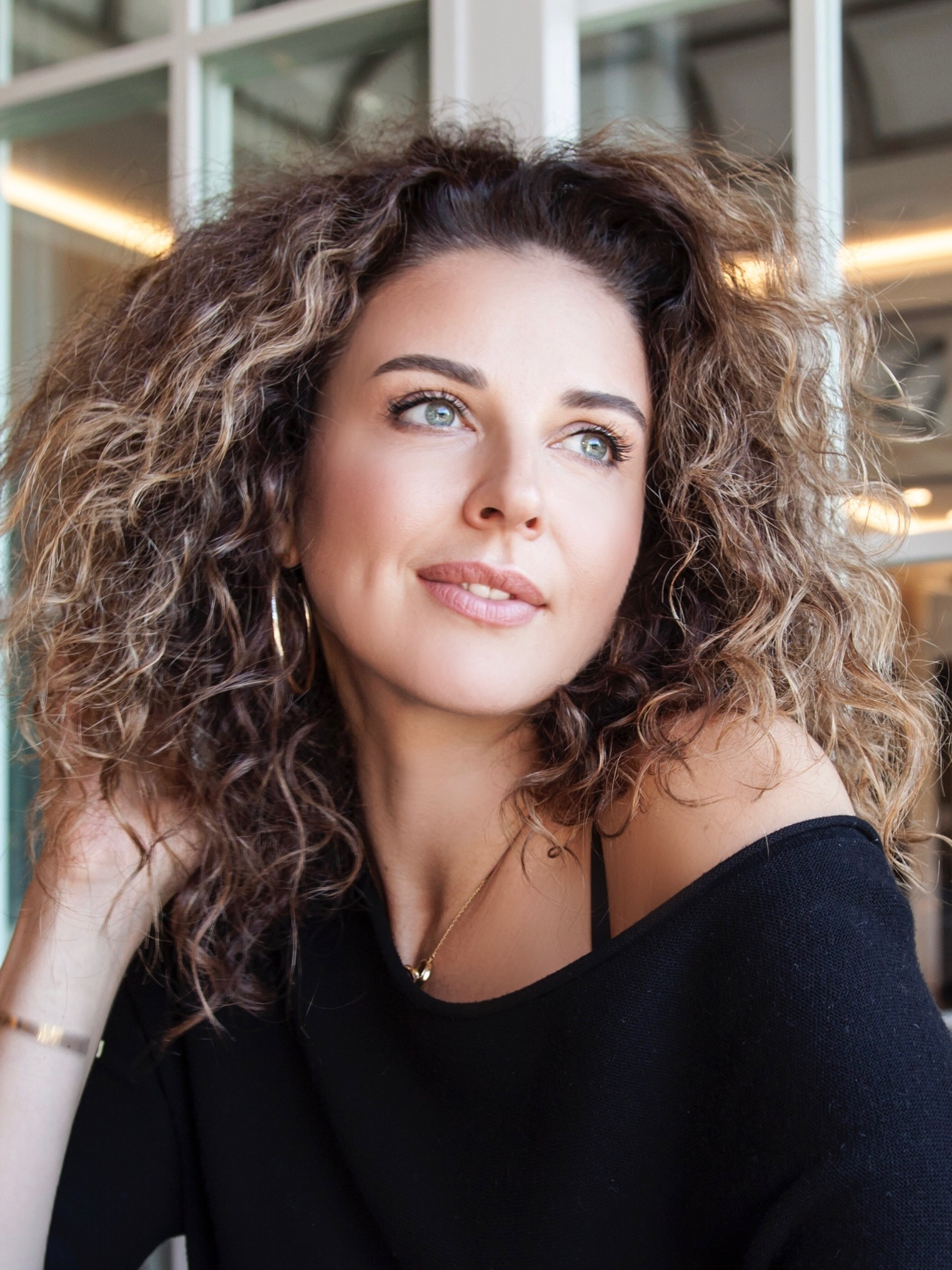

### Альбомы
- 2001 — Я у твоих ног
- 2008 — Знай
- 2008 — Сны
- 2008 — Grand Collection
- 2009 — Я подарю тебе сад (неформатная пластинка)
- 2010 — На моей планете
- 2010 — Любовь-комета (неофициальная пластинка)
- 2012 — Седьмое Чувство (2CD)
- 2016 — Розовая нежность
- 2019 — 20. Юбилейный альбом

### EP-альбомы
- 2022 — сНежный альбом (Piano Love Moon)

### Концерты на DVD

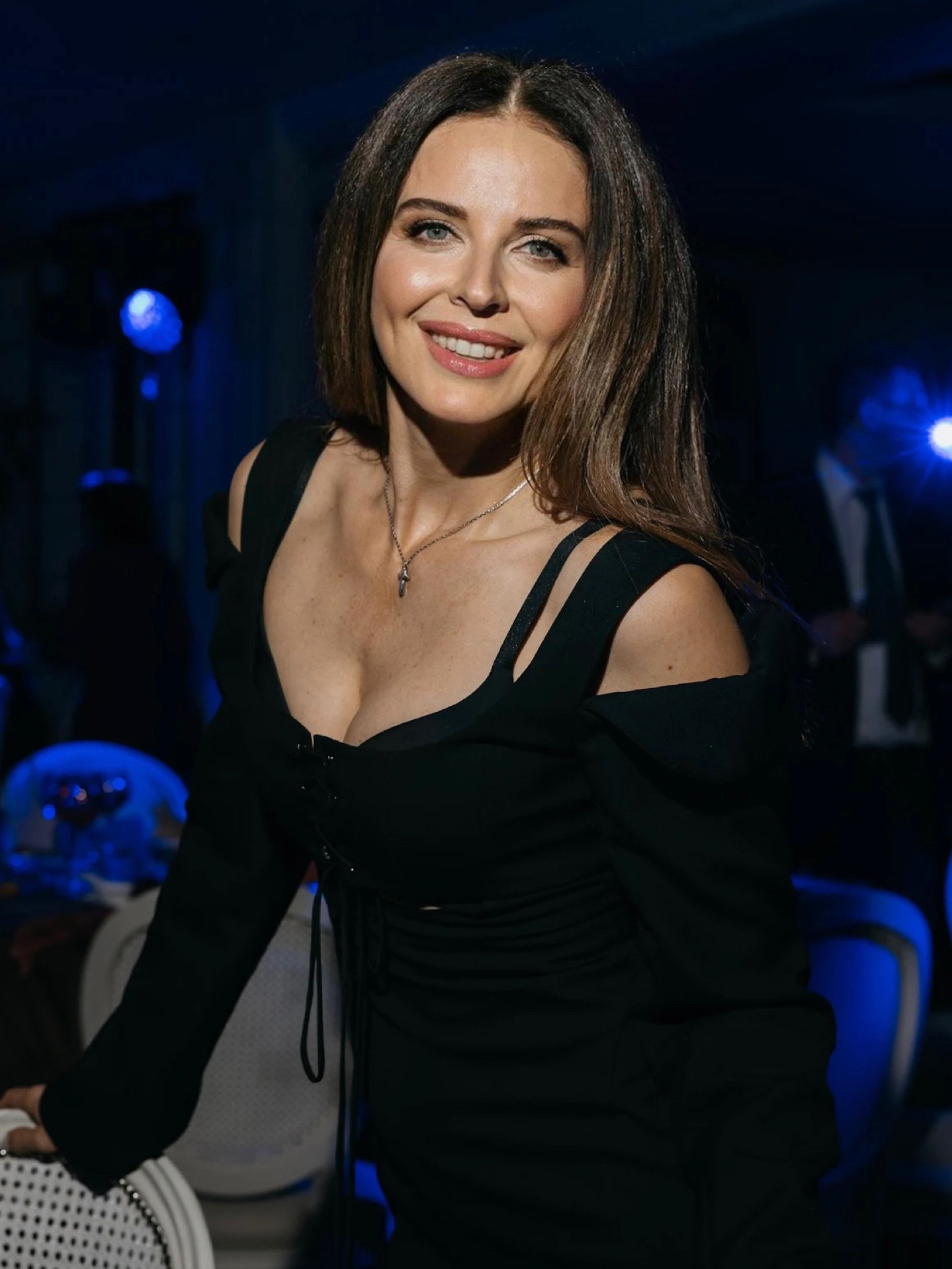

- 2009 — Концерт «Лучшее и новое»
- 2016 — Концерт «Я у твоих ног»

### Синглы, не вошедшие в альбомы
- 2010 — Настасья
- 2014 — Петербург (Город любви)
- 2015 — Вечный огонь (ft. Валентин Гафт)
- 2017 — И снова Новый год
- 2020 — На закате (ft. Балаган Лимитед)
- 2020 — На тебя обиделась
- 2021 — Отель (Piano Version)
- 2021 — Не отпускай
- 2022 — Длинными ночами
- 2022 — Она любила музыку (ft. Дима Билан)
- 2023 — Любовь и время
- 2023 — Любовь
- 2023 — Любовь (Acoustic Version) (ft. Игорь Барановский)
- 2024 — Лучшая женщина
- 2024 — Лучшая женщина (Свадебный Танец Live) (ft. Egiazar)
- 2024 — Чай
- 2024 — Снег
- 2025 — Мир прекрасен (ft. Маша Вебер)
- 2025 – Обнимаю (version 2025)

## Видеография

### Клипы
- 1999 — Я у твоих ног
- 2000 — Колкими фразами
- 2003 — Это будет радость
- 2004 — Знай
- 2009 — Я бы пела тебе
- 2013 — Прелюдия
- 2015 — Зимовать
- 2016 — Смелая
- 2016 — Розовая нежность
- 2016 — Бай-Бай (ft. Григорий Лепс)
- 2016 — Я у твоих ног (Piano Version)
- 2016 — Обнимаю (Piano Version)
- 2017 — Люби меня дольше
- 2017 — Мне не хватает тебя
- 2017 — Мираж
- 2018 — Останови меня
- 2019 — Всем нужна любовь
- 2019 — Dali
- 2019 — Скучаю
- 2021 — Отель (Piano Version)
- 2021 — Не отпускай
- 2022 — Длинными ночами
- 2022 — Она любила музыку (ft. Дима Билан)
- 2023 — Любовь и время
- 2024 — Лучшая женщина (Свадебный Танец Live) (ft. Egiazar)
- 2024 — Любовь
- 2024 — Снег
- 2025 — Мир прекрасен (ft. Маша Вебер)

## Фильмография
- 2016 — «Спарта» — главная роль (сыграла саму себя)